# Nanomia
Nanomia is een geslacht van neteldieren uit de familie van de Agalmatidae.

## Soorten
- Nanomia bijuga (Delle Chiaje, 1844)
- Nanomia cara Agassiz, 1865